# Campionati svizzeri di sci alpino 1963
I Campionati svizzeri di sci alpino 1963 si svolsero a Wildhaus dall'8 al 12 febbraio; furono assegnati i titoli di discesa libera, slalom gigante, slalom speciale e combinata, sia maschili sia femminili. Oltre agli sciatori svizzeri poterono concorrere al titolo anche gli sciatori di nazionalità liechtensteinese.

## Risultati

### Uomini

#### Discesa libera
| Pos. | Atleta               | Nazione  | Tempo  |
| ---- | -------------------- | -------- | ------ |
| 1    | Jos Minsch           | Svizzera | 2:27,4 |
| 2    | Willy Favre          | Svizzera | 2:29,7 |
| 3    | Jacques Fleutry      | Svizzera | 2:31,1 |
| 4    | Dumeng Giovanoli     | Svizzera | 2:31,3 |
| 5    | Beat von Allmen      | Svizzera | 2:32,7 |
| 6    | Gian Reto Giovanoli  | Svizzera | 2:32,9 |
| 6    | Georg Grünenfelder   | Svizzera | 2:32,9 |
| 8    | Jean-Daniel Dätwyler | Svizzera | 2:33,5 |
| 8    | Paul Schmidt         | Svizzera | 2:33,5 |
| 10   | Fredy Brupbacher     | Svizzera | 2:34,6 |

#### Slalom gigante
| Pos. | Atleta              | Nazione  | Tempo  |
| ---- | ------------------- | -------- | ------ |
| 1    | Jos Minsch          | Svizzera | 2:29,8 |
| 2    | Robert Grünenfelder | Svizzera | 2:31,0 |
| 3    | Fredy Brupbacher    | Svizzera | 2:34,3 |
| 4    | Willy Favre         | Svizzera | 2:35,1 |
| 4    | Adolf Mathis        | Svizzera | 2:35,1 |
| 6    | Beat von Allmen     | Svizzera | 2:36,5 |
| 7    | Alby Pitteloud      | Svizzera | 2:36,6 |
| 8    | Gian Reto Giovanoli | Svizzera | 2:37,8 |
| 9    | Paul Schmidt        | Svizzera | 2:38,0 |
| 10   | Bruno Zryd          | Svizzera | 2:38,2 |

#### Slalom speciale
| Pos. | Atleta              | Nazione  | Tempo  |
| ---- | ------------------- | -------- | ------ |
| 1    | Adolf Mathis        | Svizzera | 1:32,0 |
| 2    | Robert Grünenfelder | Svizzera | 1:34,9 |
| 3    | Georg Grünenfelder  | Svizzera | 1:35,9 |
| 4    | Gian Reto Giovanoli | Svizzera | 1:36,3 |
| 5    | Paul Schmidt        | Svizzera | 1:36,4 |
| 6    | Stefan Kälin        | Svizzera | 1:37,6 |
| 7    | Dumeng Giovanoli    | Svizzera | 1:37,8 |
| 8    | Edmund Bruggmann    | Svizzera | 1:38,5 |
| 8    | Jos Minsch          | Svizzera | 1:38,5 |
| 10   | Bruno Zryd          | Svizzera | 1:38,6 |

#### Combinata
| Pos. | Atleta              | Nazione  | Punti  |
| ---- | ------------------- | -------- | ------ |
| 1    | Jos Minsch          | Svizzera | 15 623 |
| 2    | Adolf Mathis        | Svizzera | 15 705 |
| 3    | Robert Grünenfelder | Svizzera | 15 712 |
| 4    | Willy Favre         | Svizzera | 15 789 |
| 5    | Gian Reto Giovanoli | Svizzera | 15 830 |
| 6    | Paul Schmidt        | Svizzera | 15 849 |
| 7    | Dumeng Giovanoli    | Svizzera | 15 869 |
| 8    | Georg Grünenfelder  | Svizzera | 15 880 |
| 9    | Beat von Allmen     | Svizzera | 15 882 |
| 10   | Bruno Zryd          | Svizzera | 15 962 |

Data: 8-12 febbraio

Classifica stilata attraverso i piazzamenti ottenuti
in discesa libera, slalom gigante e slalom speciale

### Donne

#### Discesa libera
| Pos. | Atleta             | Nazione  | Tempo  |
| ---- | ------------------ | -------- | ------ |
| 1    | Theres Obrecht     | Svizzera | 2:26,2 |
| 2    | Madeleine Wuilloud | Svizzera | 2:27,3 |
| 3    | Françoise Gay      | Svizzera | 2:28,6 |
| 4    | Ruth Adolf         | Svizzera | 2:29,4 |
| 5    | Heidi Obrecht      | Svizzera | 2:29,7 |
| 5    | Sylvia Zimmermann  | Svizzera | 2:29,7 |
| 7    | Fernande Bochatay  | Svizzera | 2:31,2 |
| 8    | Edith Hiltbrand    | Svizzera | 2:31,6 |
| 9    | Vreni Fuchs        | Svizzera | 2:31,7 |
| 10   | Ruth Leuthard      | Svizzera | 2:32,5 |

#### Slalom gigante
| Pos. | Atleta             | Nazione  | Tempo  |
| ---- | ------------------ | -------- | ------ |
| 1    | Theres Obrecht     | Svizzera | 1:39,1 |
| 2    | Sylvia Zimmermann  | Svizzera | 1:42,3 |
| 3    | Fernande Bochatay  | Svizzera | 1:42,7 |
| 4    | Heidi Obrecht      | Svizzera | 1:43,4 |
| 5    | Françoise Gay      | Svizzera | 1:43,5 |
| 6    | Edith Hiltbrand    | Svizzera | 1:43,9 |
| 7    | Madeleine Wuilloud | Svizzera | 1:44,0 |
| 8    | Ruth Adolf         | Svizzera | 1:44,1 |
| 9    | Vreni Fuchs        | Svizzera | 1:45,6 |
| 10   | Marie-Paule Fellay | Svizzera | 1:47,5 |

#### Slalom speciale
| Pos. | Atleta              | Nazione  | Tempo  |
| ---- | ------------------- | -------- | ------ |
| 1    | Sylvia Zimmermann   | Svizzera | 1:22,6 |
| 2    | Ruth Adolf          | Svizzera | 1:22,8 |
| 3    | Françoise Gay       | Svizzera | 1:23,0 |
| 4    | Madeleine Bonzon    | Svizzera | 1:26,9 |
| 5    | Madeleine Wuilloud  | Svizzera | 1:27,5 |
| 6    | Edith Hiltbrand     | Svizzera | 1:28,7 |
| 7    | Marlyse Blum        | Svizzera | 1:29,6 |
| 8    | Ruth Leuthard       | Svizzera | 1:32,8 |
| 9    | Marie-Paule Fellay  | Svizzera | 1:33,9 |
| 10   | Josianne Conscience | Svizzera | 1:34,1 |

#### Combinata
| Pos. | Atleta             | Nazione  | Punti  |
| ---- | ------------------ | -------- | ------ |
| 1    | Sylvia Zimmermann  | Svizzera | 13 928 |
| 2    | Françoise Gay      | Svizzera | 13 958 |
| 3    | Ruth Adolf         | Svizzera | 13 985 |
| 4    | Madeleine Wuilloud | Svizzera | 14 111 |
| 5    | Edith Hiltbrand    | Svizzera | 14 240 |
| 6    | Madeleine Bonzon   | Svizzera | 14 472 |
| 7    | Marlyse Blum       | Svizzera | 14 508 |
| 8    | Ruth Leuthard      | Svizzera | 14 520 |
| 9    | Marie-Paule Fellay | Svizzera | 14 569 |
| 10   | Alice Sutter       | Svizzera | 14 582 |

Data: 8-12 febbraio

Classifica stilata attraverso i piazzamenti ottenuti
in discesa libera, slalom gigante e slalom speciale